# Euphorbia stellata
Euphorbia stellata är en törelväxtart som beskrevs av Carl Ludwig von Willdenow. Euphorbia stellata ingår i släktet törlar, och familjen törelväxter. Inga underarter finns listade i Catalogue of Life.

## Bildgalleri

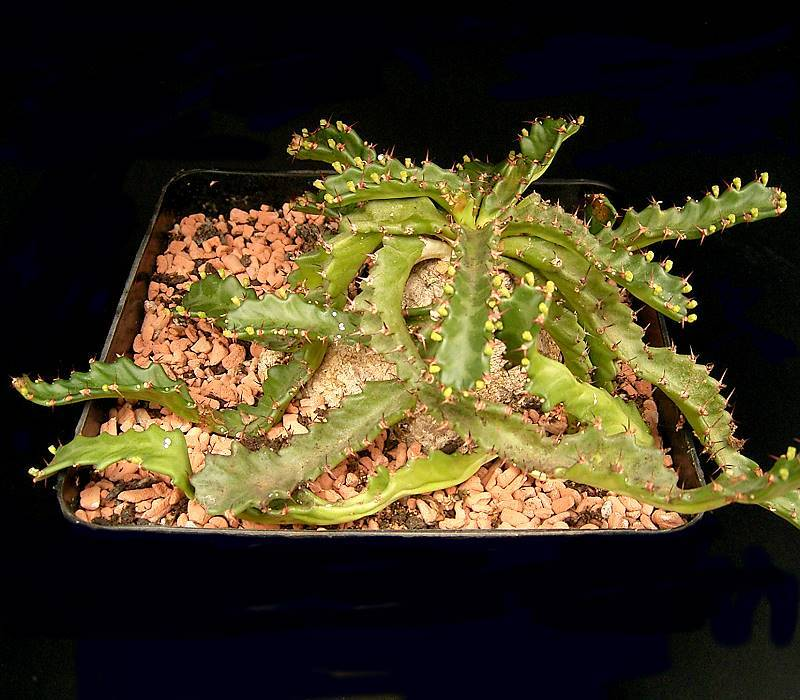